# Okaerinasai (album de Miyuki Nakajima)
Albums de Miyuki Nakajima
Shin-ai naru Mono e
(1979) Ikiteitemo Iidesuka
(1980)
Okaerinasai (おかえりなさい) est le sixième album studio de Miyuki Nakajima sorti en novembre 1979.
L'album contient des reprises de chansons de Miyuki Nakajima composées pour d'autres chanteurs, y compris « Abayo » chantée par Naoko Ken, « Shiawase shibai » et « Oikakete Yokohama » enregistrées par Junko Sakurada, « Kono Sora wo Tobetara » interprétée par Tokiko Kato, et « Ame...» interprétée par Rumiko Koyanagi.

## Titres
Toutes les chansons composées par Miyuki Nakajima, sauf les paroles de « Yomaigoto » écrites par Yu Aku.

### Face A
| No | Titre                                                                | Interprète d'origine | Durée |
| -- | -------------------------------------------------------------------- | -------------------- | ----- |
| 1. | Abayo (あばよ) (arrangé par Tsugutoshi Goto)                         | Naoko Ken            | 6:13  |
| 2. | Kami (髪) (arrangé par Shun Fukui)                                   | Graciela Susana      | 3:43  |
| 3. | Sayonara wo Tsutaete (サヨナラを伝えて) (arrangé par Shigeru Suzuki) | Naoko Ken            | 3:27  |
| 4. | Shiawase Shibai (しあわせ芝居) (arrangé par Shigeru Suzuki)          | Junko Sakurada       | 3:55  |
| 5. | Ame... (雨･･･) (arrangé par Tsugutoshi Goto)                         | Rumiko Koyanagi      | 5:41  |

### Face B
| No | Titre                                                                 | Interprète d'origine | Durée |
| -- | --------------------------------------------------------------------- | -------------------- | ----- |
| 1. | Kono Sora wo Tobetara (この空を飛べたら) (arrangé par Shigeru Suzuki) | Tokiko Kato          | 5:14  |
| 2. | Yomaigoto (世迷い言) (arrangé par Osamu Tozuka)                       | Mimi Hiyoshi         | 3:33  |
| 3. | Rouge (ルージュ, Rūju) (arrangé par Osamu Tozuka)                     | Naomi Chiaki         | 4:33  |
| 4. | Oikakete Yokohama (追いかけてヨコハマ) (arrangé par Tsugutoshi Goto)  | Junko Sakurada       | 4:03  |
| 5. | Tsuyogari wa Yose yo (強がりはよせヨ) (arrangé par Shun Fukui)        | Naoko Ken            | 3:38  |

## Personnel
- Miyuki Nakajima - Vocal principale, guitare acoustique
- Toshiaki Usui - Guitare acoustique
- Hiromi Yasuda - Guitare acoustique
- Nobuo Tsunetomi - Guitare acoustique
- Yasushi Suehara - Guitare acoustique
- Chūei Yoshikawa - Guitare acoustique
- Shigeru Suzuki - Guitare électrique
- Kimio Mizutani - Guitare électrique
- Munemitsu Noguchi - Steel guitar
- Tsugotoshi Gotō - Basse électrique
- Rei Ohara - Basse électrique
- Shigehiro Takahashi - Basse électrique
- Shigeaki Takebe - Basse électrique
- Kazumi Okayama - Batterie
- Eiji Shimamura - Batterie
- Yūichi Togashiki - Batterie
- Tatsuo Hayashi - Batterie
- Nobu Saitō - Percussion
- Yasukazu Satō - Percussion
- Jun Sato - Claviers
- Hiroshi Shibui - Claviers
- Makiko Tashiro - Claviers
- Hidetoshi Yamada - Claviers
- Jake H. Conception - Saxophone
- Shin Kazuhara - Trompette
- Eiji Arai - trombone
- Sumio Okada - Trombone
- Yasuo Hirauchi - Trombone
- Masao Suzuki - Clarinette
- First Music - Cordes
- Isao Kaneyama - Marimba
- Fumihiko Kazama - Accordéon midget
- Keiji Azami - Tympanon
- Osamu Tozuka - Chœur
- Hiroshi Narumi - Chœur

## Production
- Designer : Hirofumi Arai
- Promoteur de disque : Yoshiki Ishikawa
- Directeur d'enregistrement : Yoshio Okujima
- Ingénieur enregistrement et mixage : Yoshihiko Kaminari, Koji Sakakibara, Shoya Mizutani
- Manager : Hiroshi Kojima
- Directeur adjoint de promotion : Kunio Kaneko
- Coordonnateur de disque : Yuzo Watanabe
- Costumière : Mihoko Kiyokawa
- Directeur artistique : Jin Tamura
- Ingénieur remixage et maîtrise : Kinji Yoshino
- Producteur général : Genichi Kawakami
- Remerciements spéciaux à Sailor Shinohara